# Арукюла (Ярва)
А́рукюла (ест. Aruküla) — село в Естонії, у волості Ярва повіту Ярвамаа.

## Населення
Чисельність населення на 31 грудня 2011 року становила 55 осіб.

## Географія
Через населений пункт проходить автошлях 25 (Мяекюла — Коеру — Капу).

## Історія
З 20 лютого 1992 до 21 жовтня 2017 року село входило до складу волості Коеру.